# Альвар Перес Осорио
Альваро Перес Осорио (исп. Álvaro Pérez Osorio, III marqués de Astorga; около 1480 — 14 января 1523, Вальядолид) — испанский аристократ и гранд, 3-й герцог Агиар (последний, использовавший этот титул), 3-й маркиз Асторга, 4-й граф Трастамара и сеньор графства Вильялобос, а также кавалер Ордена Золотого руна.

## Биография
Сын Педро Альвареса Осорио (+ 1505), 2-й маркиза Асторга (1471—1505), и Беатрис де Киньонес, дочери графа де Луна.
В июле 1505 года ему довелось стать преемником своего отца во владениях, которые у него были, а в 1506 году он сопровождал Фердинанда Католика в его поездке в Галисию, приютив его в замке Асторга. Он принял новых монархов, Хуану и Филиппа Красивого, в своих домах в Вальядолиде на Корредера-де-Сан-Пабло, где также были открыты кортесы 1506 года.
Он выделялся на празднествах и церемониях, последовавших за приведением к присяге Карлоса I Испанского в Вальядолиде в 1517 году. В следующем году он сопровождал монарха к Королевство Арагон, где в 1519 году, находясь в Барселоне, он был награжден цепью Ордена Золотого руна и разрешением на проведение бесплатной ярмарки в его городе в Асторге.
В 1520 году, как и двадцать четыре других дворянина, новый император Священной Римской империи Карл V пожаловал ему достоинство гранда Испании. В 1520 году он столкнулся с восстанием коммунерос и направил свои войска (восемьсот арбалетчиков, двести стрелков, четыреста пехотинцев, двести копий и сто всадников) в армию роялистов, дислоцированную в Медине-де-Риосеко. Поэтому он участвовал в битве при Тордесильясе, при Торрелобатон (в которой он понес большие потери) и при Вильяларе.
Затем он сражался с французами, вторгшимися в Наварру. Он почил в Асторге, где организовал сеньоральное управление, отправился в Вальядолид для приема монарха (возвращавшегося из Священной Римской империи) и умер там 14 января 1523 года. Его тело было положено в крипту маркизской часовни, под главным алтарем собора Асторги.

## Брак и дети
Маркиз Асторга был дважды женат. В 1480 году в Сантьяго-де-Компостела его первой женой стала Изабель Сармьенто и Суньига, 4-я графиня Санта-Марта-де-Ортигейра, дочьи Франсиско Сармьенто и Констансии де Арельяно-и-Суньига. От первого брака у маркиза были сын и дочь:
- Педро Альварес Осорио (ок. 1515—1560), 4-й маркиз Асторга (с 1523)
- Леонор Осорио Сармьенто, муж — Хуан де Вега и Энрикес (1507—1558)

Его второй женой была Констанса Осорио де Базан, дочь Педро Альвареса Осорио, 1-го графа Лемоса (1410—1483), и Марии де Базан. Дети от второго брака:
- Алонсо Перес Осорио Веласко и Эррера
- Хуан Альварес Осорио.